# Gaishorn
Gaishorn är ett berg i Österrike.   Det ligger i förbundslandet Tyrolen, i den västra delen av landet, 500 km väster om huvudstaden Wien. Toppen på Gaishorn är 2 249 meter över havet, eller 447 meter över den omgivande terrängen. Bredden vid basen är 6,4 km.
Terrängen runt Gaishorn är bergig åt sydväst, men åt nordost är den kuperad. Runt Gaishorn är det ganska glesbefolkat, med 26 invånare per kvadratkilometer.. Närmaste större samhälle är Reutte, 18,9 km öster om Gaishorn. 
I omgivningarna runt Gaishorn växer i huvudsak blandskog.